# Silke Hassler
Silke Hassler (* 11. Oktober 1969 in Klagenfurt, Kärnten) ist eine österreichische Schriftstellerin.

## Leben
Silke Hassler studierte Literaturwissenschaften in Wien und London, wo sie ihr Studium 1998 mit einer Arbeit über den österreichisch-englischen Künstler Jakov Lind abschloss. Sie kehrte zurück nach Wien und war dort vorerst als Dramaturgin bei der Neuen Oper Wien tätig. 1999 verfasste sie ihr erstes Libretto „Azrael“, eine Tango-Oper. Für die Neue Oper Wien schrieb sie ihr erstes Auftragswerk, das Libretto „Endlich Schluss“. Seit 2005 arbeitet Hassler als freie Schriftstellerin, sie verfasst Theaterstücke und Essays. Für ihre Theaterstücke, die in 12 Sprachen übersetzt wurden und auf Bühnen in Österreich, Deutschland, der Schweiz, Italien, Frankreich, Tschechien, Slowakei und Polen gespielt werden, wurde sie mehrmals ausgezeichnet. Die 2007 gemeinsam mit Peter Turrini verfasste Volksoperette „Jedem das Seine“ wurde 2010 unter dem Titel „Vielleicht in einem anderen Leben“ verfilmt.
Silke Hassler gilt als gesellschaftskritische Schriftstellerin. Sie nutzt oft die Technik der Tragikomödie, um die unerfüllten Sehnsüchte und existenziellen Ängste ihrer Figuren zu zeigen, meist Frauen aus sozialen Randbereichen. Provokante Schärfe und pointierter Dialogwitz, dazu unkonventionelle Plots, die sexuelle Tabus nicht scheuen, sind bestimmende Elemente in Hasslers dramatischem Werk. 2004 war sie "Author in residence" in der University of New Mexico.
Silke Hassler lebt in Retz/Niederösterreich, wo sie sich neben ihrer literarischen Arbeit der Pflege seltener Rosensorten widmet.

## Werke

### Theaterstücke
- 2007: Jedem das Seine. Volksoperette. Text: Silke Hassler und Peter Turrini. Musik: Roland Neuwirth. Auftragswerk des Stadttheater Klagenfurt. UA: 8. März 2007. Regie: Michael Sturminger.
- 2007: Kleine Nachtmusik. Ein Stück. UA: Landestheater Niederösterreich, St. Pölten, 28. April 2007. Regie: Bettina Hering.
- 2007: Qualifikationsspiel. Ein Stück. UA: Neue Bühne Villach, 17. November 2007. Regie: Werner Schneyder.
- 2011: Lustgarantie. Eine Komödie. Auftragswerk der Neuen Bühne Villach. UA: Neue Bühne Villach, 17. März 2011. Regie: Michael Weger.
- 2013: Total glücklich. Ein Stück. Auftragswerk des Theaters in der Josefstadt, Wien. UA: Wiener Kammerspiele, 17. Jänner 2013. Regie: Jean-Claude Berutti.

### Libretti
- 1999: Azrael. Tango-Oper. Musik: Dirk D’Ase. UA: Maxim Bar, Wien, 29. April 1999. Regie: Michael Scheidl.
- 2003: Endlich Schluss. Kammeroper. Nach dem gleichnamigen Monolog von Peter Turrini. Musik: Wolfram Wagner. Auftragswerk der Neuen Oper Wien. UA: Semper-Depot Wien, 13. September 2003. Ausstattung: Günter Brus. Regie: Monika Steiner.

### Essays und kulturtheoretische Texte (Auswahl)
- Umwege zum Ehrenkreuz. Zur Rezeption von J. Lind. Diplomarbeit. Universität Wien, 1998.
- In Wahrheit ist Jakov Lind ein Dramatiker. Ein Versuch über die Komödientragödien „Die Heiden“ und „Ergo“. In: Centre Stage. Contemporary Drama in Austria. Edited by Frank Finlay and Ralf Jeutter. Rodopi, Amsterdam – Atlanta 1999, S. 123–143.
- Writing after Hitler. The work of Jakov Lind In: University of Wales Press. Andrea Hammel, Silke Hassler und Edward Timms (Hrsg.), Cardiff 2001, ISBN 0-7083-1615-8.
- Masken und Gesicht. Peter Turrini im Portrait. Herbert Neubauer (Photo). Silke Hassler (Text). Wieser Verlag, Klagenfurt 2006.
- Kunst und Genitalien. Eine Betrachtung. Statement für einen Diskussionsabend im Kreisky-Forum Wien, 13. April 2010.
- Aus Kärnten raus. Ein Monolog. UA: Neue Bühne Villach, 22. September 2011.
- J.H. oder Die zwei Ebenen des Schweigens. In: Aus dem Gedächtnis in die Erinnerung – Die Opfer des Nationalsozialismus im Oberen Drautal. Hg. von Peter Pirker und Anita Profunser. Drava Verlag, Klagenfurt/Celovec 2012.
- Mehr Europa durch mehr Kultur? Einführungsreferat beim Europa-Forum Wachau, Stift Göttweig, 15. Juni 2013.

## Auszeichnungen und Preise
- 2005 Anerkennungspreis des Landes Niederösterreich für Literatur[1]
- 2008 Förderungspreis für Literatur des Landes Kärnten